# Juninho Pernambucano
Antônio Augusto Ribeiro Reis Jr. (Recife, 30. siječnja 1975.), poznat kao Juninho i Juninho Pernambucano, brazilski je umirovljeni nogometaš i specijalist za ˝mrtve lopte˝. Smatra ga se najboljim izvođačem slobodnih udaraca svih vremena. Juninho je predvodio Olympique Lyonnais do sedam uzastopnih naslova prvaka Ligue 1 prije nego što je napustio klub 2009. postigavši 100 pogodaka u 344 utakmice za Lyon, i šest pogodaka u 40 utakmica za Brazilsku reprezentaciju. Za reprezentaciju je prestao igrati nakon svjetskog prvenstva 2006.